# Rugby à sept aux Jeux du Commonwealth de 2018
Navigation
Glasgow 2014
Les compétitions de Rugby à sept aux Jeux du Commonwealth de 2018 se déroulent au Robina Stadium. C'est la sixième fois que le rugby à sept figure au programme des épreuves des Jeux du Commonwealth.
Chez les hommes, la Nouvelle-Zélande s'impose face aux Fidji. Chez les femmes, la victoire revient à Nouvelle-Zélande devant l'Australie,,.

## Résultats

### Résultats de la compétition masculine

#### Phase de poules
|  | Qualifié pour les demi-finales       |
|  | Qualifié pour le classement de 5 à 8 |

##### Poule A
| Rang | Pays                      | J | V | N | D | Pm  | Pe  | Diff | Pts |
| ---- | ------------------------- | - | - | - | - | --- | --- | ---- | --- |
| 1    | Afrique du Sud            | 2 | 2 | 0 | 0 | 121 | 5   | +116 | 9   |
| 2    | Écosse                    | 3 | 2 | 0 | 1 | 31  | 26  | +5   | 7   |
| 3    | Papouasie-Nouvelle-Guinée | 3 | 1 | 0 | 2 | 31  | 84  | -53  | 5   |
| 4    | Malaisie                  | 3 | 0 | 0 | 3 | 5   | 115 | -110 | 3   |

##### Poule B
| Rang | Pays       | J | V | N | D | Pm | Pe  | Diff | Pts |
| ---- | ---------- | - | - | - | - | -- | --- | ---- | --- |
| 1    | Angleterre | 2 | 2 | 0 | 0 | 97 | 22  | +75  | 9   |
| 2    | Australie  | 3 | 2 | 0 | 1 | 73 | 38  | +35  | 7   |
| 3    | Samoa      | 3 | 1 | 0 | 2 | 43 | 64  | -21  | 5   |
| 4    | Jamaïque   | 3 | 0 | 0 | 3 | 17 | 106 | -89  | 3   |

##### Poule C
| Rang | Pays             | J | V | N | D | Pm  | Pe  | Diff | Pts |
| ---- | ---------------- | - | - | - | - | --- | --- | ---- | --- |
| 1    | Nouvelle-Zélande | 3 | 3 | 0 | 0 | 127 | 14  | +113 | 9   |
| 2    | Kenya            | 3 | 2 | 0 | 1 | 80  | 50  | +30  | 7   |
| 3    | Canada           | 3 | 1 | 0 | 2 | 64  | 59  | +5   | 5   |
| 4    | Zambie           | 3 | 0 | 0 | 3 | 0   | 148 | -148 | 3   |

##### Poule D
| Rang | Pays           | J | V | N | D | Pm  | Pe  | Diff | Pts |
| ---- | -------------- | - | - | - | - | --- | --- | ---- | --- |
| 1    | Fidji          | 2 | 2 | 0 | 0 | 138 | 22  | +116 | 9   |
| 2    | Pays de Galles | 3 | 2 | 0 | 1 | 90  | 38  | +52  | 7   |
| 3    | Ouganda        | 3 | 1 | 0 | 2 | 38  | 95  | -57  | 5   |
| 4    | Sri Lanka      | 3 | 0 | 0 | 3 | 27  | 138 | -111 | 3   |

#### Phase finale

##### Tableau finale
|  | Demi-finales                   | Demi-finales                   |                        |    | Finale                         | Finale                         |
|  | Demi-finales                   | Demi-finales                   |                        |    | Finale                         | Finale                         |
|  |                                |                                |                        |    |                                |                                |
|  | 15 avril 2018 – Robina Stadium | 15 avril 2018 – Robina Stadium |                        |    | 15 avril 2018 – Robina Stadium | 15 avril 2018 – Robina Stadium |
|  | 15 avril 2018 – Robina Stadium | 15 avril 2018 – Robina Stadium |                        |    | 15 avril 2018 – Robina Stadium | 15 avril 2018 – Robina Stadium |
|  | Angleterre                     | 12                             |                        |    | 15 avril 2018 – Robina Stadium | 15 avril 2018 – Robina Stadium |
|  | Angleterre                     | 12                             |                        |    | 15 avril 2018 – Robina Stadium | 15 avril 2018 – Robina Stadium |
|  | Nouvelle-Zélande               | 17                             |                        |    | 15 avril 2018 – Robina Stadium | 15 avril 2018 – Robina Stadium |
|  | Nouvelle-Zélande               | 17                             | Nouvelle-Zélande       | 14 |                                |                                |
|  | 15 avril 2018 – Robina Stadium |                                | Nouvelle-Zélande       | 14 |                                |                                |
|  |                                | Fidji                          | 0                      |    |                                |                                |
|  | Afrique du Sud                 | Fidji                          | 0                      | 19 |                                |                                |
|  | Afrique du Sud                 |                                |                        | 19 |                                |                                |
|  | Fidji (a. p.)                  | 24                             |                        |    |                                |                                |
|  | Fidji (a. p.)                  | 24                             | Match pour la 3e place |    |                                |                                |
|  |                                |                                |                        |    |                                |                                |
|  | 15 avril 2018 – Robina Stadium |                                |                        |    |                                |                                |
|  |                                |                                |                        |    |                                |                                |
|  | Angleterre                     | 21                             |                        |    |                                |                                |
|  | Angleterre                     | 21                             |                        |    |                                |                                |
|  | Afrique du Sud                 | 14                             |                        |    |                                |                                |
|  | Afrique du Sud                 | 14                             |                        |    |                                |                                |

##### Tableau de classement
|  | Demi-finales                   | Demi-finales                   |                        |    | Finale                         | Finale                         |
|  | Demi-finales                   | Demi-finales                   |                        |    | Finale                         | Finale                         |
|  |                                |                                |                        |    |                                |                                |
|  | 15 avril 2018 – Robina Stadium | 15 avril 2018 – Robina Stadium |                        |    | 15 avril 2018 – Robina Stadium | 15 avril 2018 – Robina Stadium |
|  | 15 avril 2018 – Robina Stadium | 15 avril 2018 – Robina Stadium |                        |    | 15 avril 2018 – Robina Stadium | 15 avril 2018 – Robina Stadium |
|  | Australie                      | 33                             |                        |    | 15 avril 2018 – Robina Stadium | 15 avril 2018 – Robina Stadium |
|  | Australie                      | 33                             |                        |    | 15 avril 2018 – Robina Stadium | 15 avril 2018 – Robina Stadium |
|  | Kenya                          | 5                              |                        |    | 15 avril 2018 – Robina Stadium | 15 avril 2018 – Robina Stadium |
|  | Kenya                          | 5                              | Australie              | 26 |                                |                                |
|  | 15 avril 2018 – Robina Stadium |                                | Australie              | 26 |                                |                                |
|  |                                | Écosse                         | 0                      |    |                                |                                |
|  | Écosse                         | Écosse                         | 0                      | 19 |                                |                                |
|  | Écosse                         |                                |                        | 19 |                                |                                |
|  | Pays de Galles                 | 12                             |                        |    |                                |                                |
|  | Pays de Galles                 | 12                             | Match pour la 3e place |    |                                |                                |
|  |                                |                                |                        |    |                                |                                |
|  | 15 avril 2018 – Robina Stadium |                                |                        |    |                                |                                |
|  |                                |                                |                        |    |                                |                                |
|  | Kenya                          | 24                             |                        |    |                                |                                |
|  | Kenya                          | 24                             |                        |    |                                |                                |
|  | Pays de Galles                 | 28                             |                        |    |                                |                                |
|  | Pays de Galles                 | 28                             |                        |    |                                |                                |

### Résultats de la compétition féminine

#### Phase de poules
|  | Qualifié pour les demi-finales       |
|  | Qualifié pour le classement de 5 à 8 |

##### Poule A
| Rang | Pays             | J | V | N | D | Pm  | Pe | Diff | Pts |
| ---- | ---------------- | - | - | - | - | --- | -- | ---- | --- |
| 1    | Nouvelle-Zélande | 3 | 3 | 0 | 0 | 110 | 7  | +103 | 9   |
| 2    | Canada           | 3 | 2 | 0 | 1 | 60  | 36 | +24  | 7   |
| 3    | Kenya            | 3 | 1 | 0 | 2 | 31  | 79 | -48  | 5   |
| 4    | Afrique du Sud   | 3 | 0 | 0 | 3 | 10  | 89 | -79  | 3   |

##### Poule B
| Rang | Pays           | J | V | N | D | Pm | Pe  | Diff | Pts |
| ---- | -------------- | - | - | - | - | -- | --- | ---- | --- |
| 1    | Australie      | 3 | 3 | 0 | 0 | 80 | 27  | +53  | 9   |
| 2    | Angleterre     | 3 | 2 | 0 | 1 | 74 | 34  | +40  | 7   |
| 3    | Fidji          | 3 | 1 | 0 | 2 | 44 | 41  | +3   | 5   |
| 4    | Pays de Galles | 3 | 0 | 0 | 3 | 12 | 108 | -96  | 3   |

#### Phase finale

##### Tableau finale
|  | Demi-finales                   | Demi-finales                   |                        |    | Finale                         | Finale                         |
|  | Demi-finales                   | Demi-finales                   |                        |    | Finale                         | Finale                         |
|  |                                |                                |                        |    |                                |                                |
|  | 15 avril 2018 – Robina Stadium | 15 avril 2018 – Robina Stadium |                        |    | 15 avril 2018 – Robina Stadium | 15 avril 2018 – Robina Stadium |
|  | 15 avril 2018 – Robina Stadium | 15 avril 2018 – Robina Stadium |                        |    | 15 avril 2018 – Robina Stadium | 15 avril 2018 – Robina Stadium |
|  | Australie                      | 33                             |                        |    | 15 avril 2018 – Robina Stadium | 15 avril 2018 – Robina Stadium |
|  | Australie                      | 33                             |                        |    | 15 avril 2018 – Robina Stadium | 15 avril 2018 – Robina Stadium |
|  | Canada                         | 7                              |                        |    | 15 avril 2018 – Robina Stadium | 15 avril 2018 – Robina Stadium |
|  | Canada                         | 7                              | Australie              | 12 |                                |                                |
|  | 15 avril 2018 – Robina Stadium |                                | Australie              | 12 |                                |                                |
|  |                                | Nouvelle-Zélande (a. p.)       | 17                     |    |                                |                                |
|  | Nouvelle-Zélande               | Nouvelle-Zélande (a. p.)       | 17                     | 26 |                                |                                |
|  | Nouvelle-Zélande               |                                |                        | 26 |                                |                                |
|  | Angleterre                     | 5                              |                        |    |                                |                                |
|  | Angleterre                     | 5                              | Match pour la 3e place |    |                                |                                |
|  |                                |                                |                        |    |                                |                                |
|  | 15 avril 2018 – Robina Stadium |                                |                        |    |                                |                                |
|  |                                |                                |                        |    |                                |                                |
|  | Canada                         | 19                             |                        |    |                                |                                |
|  | Canada                         | 19                             |                        |    |                                |                                |
|  | Angleterre                     | 24                             |                        |    |                                |                                |
|  | Angleterre                     | 24                             |                        |    |                                |                                |

##### Tableau de classement
|  | Demi-finales                   | Demi-finales                   |                        |    | Finale                         | Finale                         |
|  | Demi-finales                   | Demi-finales                   |                        |    | Finale                         | Finale                         |
|  |                                |                                |                        |    |                                |                                |
|  | 15 avril 2018 – Robina Stadium | 15 avril 2018 – Robina Stadium |                        |    | 15 avril 2018 – Robina Stadium | 15 avril 2018 – Robina Stadium |
|  | 15 avril 2018 – Robina Stadium | 15 avril 2018 – Robina Stadium |                        |    | 15 avril 2018 – Robina Stadium | 15 avril 2018 – Robina Stadium |
|  | Fidji                          | 40                             |                        |    | 15 avril 2018 – Robina Stadium | 15 avril 2018 – Robina Stadium |
|  | Fidji                          | 40                             |                        |    | 15 avril 2018 – Robina Stadium | 15 avril 2018 – Robina Stadium |
|  | Afrique du Sud                 | 12                             |                        |    | 15 avril 2018 – Robina Stadium | 15 avril 2018 – Robina Stadium |
|  | Afrique du Sud                 | 12                             | Fidji                  | 40 |                                |                                |
|  | 15 avril 2018 – Robina Stadium |                                | Fidji                  | 40 |                                |                                |
|  |                                | Kenya                          | 5                      |    |                                |                                |
|  | Kenya                          | Kenya                          | 5                      | 14 |                                |                                |
|  | Kenya                          |                                |                        | 14 |                                |                                |
|  | Pays de Galles                 | 12                             |                        |    |                                |                                |
|  | Pays de Galles                 | 12                             | Match pour la 3e place |    |                                |                                |
|  |                                |                                |                        |    |                                |                                |
|  | 15 avril 2018 – Robina Stadium |                                |                        |    |                                |                                |
|  |                                |                                |                        |    |                                |                                |
|  | Afrique du Sud                 | 14                             |                        |    |                                |                                |
|  | Afrique du Sud                 | 14                             |                        |    |                                |                                |
|  | Pays de Galles                 | 19                             |                        |    |                                |                                |
|  | Pays de Galles                 | 19                             |                        |    |                                |                                |